# Trofeo Portus Amanus
El Trofeo Portus Amanus fue una regata de remo en banco fijo, concretamente de traineras, que se celebraba anualmente en Castro-Urdiales (Cantabria) entre los años 1974 y 1984. Las tres primeras ediciones se celebraron en trainerillas.

## Historial
| Edición | Año  | Ganador  | Segundo    | Tercero       |
| ------- | ---- | -------- | ---------- | ------------- |
| I       | 1971 | --       | --         | --            |
| II      | 1972 | --       | --         | --            |
| III     | 1973 | --       | --         | --            |
| IV      | 1974 | Kaiku 2  | Castro     | San Sebastián |
| V       | 1975 | Castro   | Santander  | Hernani       |
| VI      | 1976 | Castro   | Hernani    | Kaiku         |
| VII     | 1977 | Hernani  | Santurce B | Castro        |
| VIII    | 1978 | Kaiku    | Santurce   | Castro        |
| IX      | 1979 | Santurce | Kaiku      | Pedreña       |
| X       | 1980 | Algorta  | Santurce   | Kaiku         |
| XI      | 1981 | Kaiku    | Santurce   | Castro        |
| XII     | 1982 | Zumaya   | Orio       | Santurce      |
| XIII    | 1983 | Kaiku    | Zumaya     | Orio          |
| XIV     | 1984 | Zumaya   | Orio       | Ciérvana      |

## Palmarés
| Victorias | Club     | Años                   |
| --------- | -------- | ---------------------- |
| 4         | Kaiku    | 1974, 1978, 1981, 1983 |
| 2         | Castro   | 1975, 1976             |
| 2         | Zumaya   | 1982, 1984             |
| 1         | Hernani  | 1977                   |
| 1         | Santurce | 1979                   |
| 1         | Algorta  | 1980                   |

- Datos: Q3540451